# Eça de Queirós
José Maria Eça de Queirós (sau Eça de Queiroz) (n. 25 noiembrie 1845, Póvoa de Varzim – d. 16 august 1900, Paris) este considerat cel mai important scriitor realist portughez.

## Viața
Fiu natural al unui magistrat, scriitor la rândul lui, Queirós (1845 — 1900) duce o viață lipsită de evenimente, mai întâi ca student la Coimbra, apoi ca administrator al consiliului din Leira și, începând de la vârsta de 27 de ani, ca diplomat în Cuba, Newcastle și Paris. A călătorit prin Orientul Mijlociu, unde a asistat la inaugurarea Canalului Suez, și în America de Nord. S-a căsătorit la vârsta de 40 de ani cu o doamnă din înalta societate. A murit la Paris unde și-a trăit ultimii 12 ani din viață.

## Destinul literar
Într-un eseu scris în 1879, în mod tradițional cunoscut drept „Idealism și Realism”, Eça de Queirós și-a explicat concepția privind valul realist în literatură, spunând că:
|  | ...toată diferența dintre Naturalism și Idealism constă în următoarele: ultimul falsifică natura, iar primul o verifică. | — Eça de Queirós |

În plus, autorul afirmă: 
|  | În trecut, un roman romantic, în loc să studieze omul, îl inventa, astăzi, în romanele noastre, noi studiem o realitate socială. | — Eça de Queirós |

Eça de Queirós și-a început cariera literară cu o serie de foiletoane publicate în Gazeta de Portugal (1866 — 1867), reunite mai târziu în volumul Prosas Bárbaras (Proze barbare). Este vorba de un fel de poeme în proza scrisă într-un stil cu totul neobișnuit în Portugalia, stil care a stârnit nedumerirea și neînțelegerea contemporanilor săi, obișnuiți cu uneltele retorice ale romanticilor francezi de la 1830. Eça de Queirós introducea în literatura portugheză un romantism de inspirație germană (Michelet, Gérard de Nerval, Heine, Baudelaire).
Mai târziu, cunoașterea realismului lui Flaubert, influența Cenaclului lui Antero și lectura atentă a lui Proudhon îi vor cristaliza, în jurul anului 1870, structura ideologică, îi vor disciplina fantezia tumultuoasă și îl vor înarma cu o concepție clară despre misiunea scriitorului.
În 1877, Eça de Queirós i-a scris o scrisoare lui Ernesto Chardon, editorul său, propunând publicarea unei serii de 12 cărți, o galerie a „Portugaliei în secolul al XIX-lea”, sub titlul generic „Scene din viața portugheză”. Fiecare din aceste volume era destinat să studieze o caracteristică a societății portugheze din epocă, iar autorul a putut deja să dea unele titluri: unul dintre ele era „O Grande Homem” („Marele Barbat”, posibil schimbat cu „O Conde d'Abranhos”); altul, „A Ilustre Familia Estarreja” („Ilustra familie Estarreja”, titlu foarte asemănător cu A „Ilustre Casa de Ramires”); un al treilea, „O Gorjão - Primeira Dama”. Nici una dintre aceste douăsprezece cărți nu a fost publicată în timpul vieții autorului.

## Opere majore

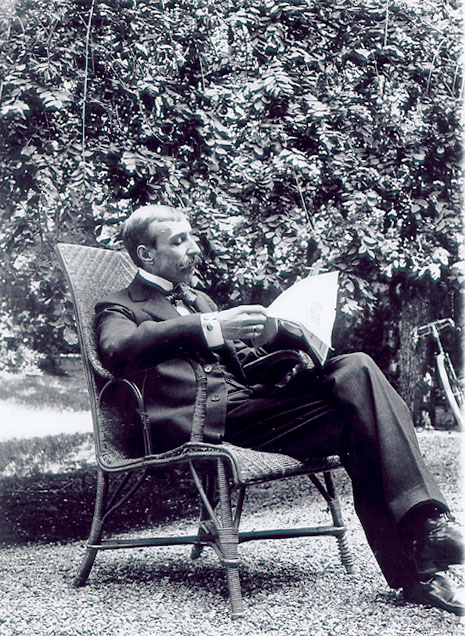
Eça de Queirós citind presa

- O Crime do Padre Amaro (Crima abatelui Amaro, 1875). În acest roman, scriitorul se ocupă de viața unui mic oraș de provincie și de influența clerului; rolul seminarului și al spovedaniei; presiunea oligarhiilor locale. În ele apar anumite tipuri, cum ar fi bigotul și revoluționarul exaltat și inofensiv de la 1870.
- O Primo Basilio (Vărul Basilio). În această operă, apărută în 1878 și puternic influențată de Madame Bovary, scriitorul face un tablou al unei familii de mici burghezi din Lisabona: femeia dependentă material de soț, fără o formație morală și fără o altă cultură decât cea pe care și-a făcut-o citind romanele de dragoste, care-o fac să evadeze din plictiseala vieții conjugale; Don Juanul profitor; slujnica umilă. Printre cei care frecventează casa se numără și un versificator vanitos și frivol, mulțumit de sine, simbol al politicii constituționale. La Eça, resortul tragediei este o educație deficientă dublată de lectura unor romane care exaltă valorile romanești și zugrăvește adulterul în culori atrăgătoare.

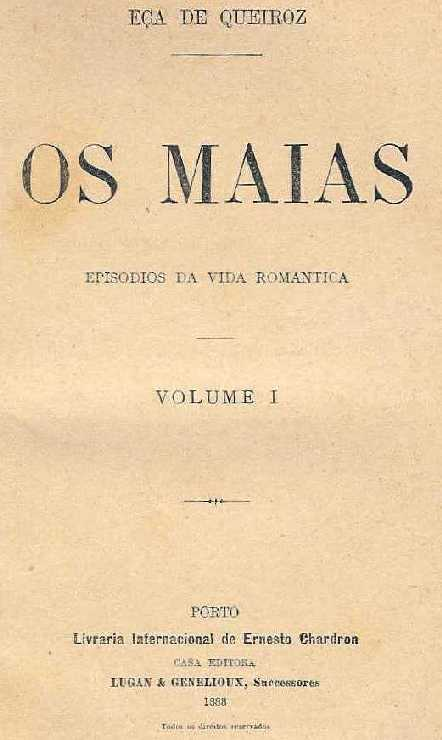
Prima ediţie a romanului Familia Maia în 1888

- Os Maias (Familia Maia, 1880). Este poate unul dintre cele mai importante și mai cunoscute romane din literatura portugheză. Operă complexă, admirabil construită, Eça pătrunde în intimitatea aristocrației și a propriilor săi prieteni. El arată ignoranța și stupizenia slujitorului monarhiei; influența ocultă a marelui financiar asupra politicienilor și a oamenilor de afaceri și chiar asupra literaților care se pretind rebeli; exhibiționismul ridicol al noului bogătaș; ticăloșia distinsă a omului de lume; frivolitatea și fantezia romanească a femeilor din înalta societate. În Os Maias ne sunt prezentate cauzele principale ale tarelor societății portugheze și părerea autorului despre perspectivele de viitor ale Portugaliei.

Eça de Queirós aduce nu numai o tehnică romanească nouă, dar și o limbă literară nouă, precum și unele procedee de exprimare nepracticate până atunci. În romanele sale, admirabil construite, el descrie relația dintre diferitele medii sociale, descriere urmată de prezentarea locuitorilor și a modului de viață pe care îl au aceștia. Personajele se caracterizează treptat prin limbaj sau comportament. Fraza dialogată este caracteristică sau definitorie, menținând constant atenția cititorului. Șocul provocat de momentele dramatice este foarte bine calculat. Os Maias este o capodoperă datorită înlănțuirii fericite a diferitelor episoade, medii și acțiuni, care converg spre o dramă unică, dar și faptului că ea reprezintă o sinteză a unui întreg complex social. Individualul și socialul se combină în așa fel încât fiecare personaj este un tip social, reprezentatul unei clase, al unui mediu, al unui tip de educație; în același timp, personajele reușesc să aibă o personalitate și o individualitate proprie.

## Opere
- A Capital ("Capitala")
- A Cidade e as Serras ("Orașul și muntele", 1901)
- A Ilustre Casa de Ramires ("Ilustra casă Ramires", 1900)
- A Relíquia ("Relicva", 1887)
- A Tragédia da Rua das Flores ("Tragedia de pe strada florilor")
- Alves & C.a ("Alves & Co.", 1925)
- As Minas de Salomão
- Cartas de Inglaterra ("Scrisori din Anglia")
- Cartas Familiares e Bilhetes de Paris ("Scrisori de familie și bilețele din Paris")
- Contos ("Povestiri")
- Correspondência de Fradique Mendes ("Corespondența lui Fradique Mendes", 1900)
- Ecos de Paris ("Ecouri din Paris")
- Notas Contemporâneas ("Însemnări contemporane")
- O Conde d'Abranhos ("Contele d'Abranhos")
- O Crime do Padre Amaro ("Crima părintelui Amaro", 1875)
- O Egipto ("Egipt", 1926)
- O Mandarim ("Mandarinul", 1889)
- O Mistério da Estrada de Sintra ("Misterul drumului Sintra", 1870, în colaborare cu Ramalho Ortigão)
- O Primo Basílio ("Vărul Basílio", 1878)
- Os Maias ("Familia Maia", 1888)
- Prosas Bárbaras ("Proze barbare", 1903)
- Últimas páginas ("Ultimele pagini")
- Uma Campanha Alegre ("O campanie placută")